# 9010 Candelo
A 9010 Candelo (ideiglenes jelöléssel 1984 HM1) a Naprendszer kisbolygóövében található aszteroida. Vincenzo Zappalà fedezte fel 1984. április 27-én.